# Lacq
Lacq község Franciaország Új-Aquitania régiójában, Pyrénées-Atlantiques megyében. 2024. január 1-jén Urdès korábbi községgel egyesült, akkor az új község lélekszáma 1053 fő lett.
Lakosainak száma 1034 fő (2022. január 1.). Lacq Arthez-de-Béarn, Castillon (Arthez-de-Béarn kanton), Doazon, Serres-Sainte-Marie, Artix, Os-Marsillon, Abidos és Mont községekkel határos.

## Népesség
A település népességének változása:

| 2021 | 1 035 |
| 2022 | 1 034 |